# Istrabenz
Istrabenz slovenska je naftna je tvrtka osnovana 1948. u Kopru, koji je tada bio u sastavu Slobodnoga teritorija Trsta. Njezine prve crpke bile su u Kopru, Izoli, Piranu, Bujama, Novigradu i Umagu. Već u početku prošla je kroz mnoga ustrojstvena preoblikovanja (udruženje, društvo s ograničenom odgovornošću - trgovačko društvo i dr).
Početkom 1960-ih tvrtka se počela širiti iz primorskoga dijela Slovenije prema unutrašnjosti bivše države. Godine 1973. imala je već 30 benzinskih postaja diljem Slovenije, a na tridesetu godišnjicu (1978.) imala ih je 50, te zapošljavala 510 ljudi. Udarac naftne krize tijekom 1980-ih prisilila je Istrabenz na ujednačeni sustav opskrbe naftnih derivata, odnosno na proširenje djelatnosti (kisik, plin, argon, dušik i druge plinske mješavine). Godine 1989. društvo je osnovalo tvrtku za nautički turizam koja se brinula o izgradnji Marine Kopar D. o. o. s 80 morskih i 40 suhih vezova. Tvrtka pod nazivom OMV Istrabenz stvorena je 1992. spajanjem austrijskoga OMV-a (OMV AG Wien) i hrvatske INA-e. Nakon restrukturiranja Istrabenz se upisao u registar poduzeća kao holding društvo Istrabenz d. d. Zajedno s OMV AG Wien objedinio je udjele u trima naftnim poduzećima (OMV Istrabenz d. o. o. Koper, OMV Istrabenz d. o. o. Umag i OMV Italia S. p. A. Bolzano), ustanovio je društvo Slomin d. d. Kopar te stupio na talijansko tržište. Grupi Istrabenz se 2000. pridružila tvrtka za informacijsku tehnologiju (Actual I. T.), a 2002. otvorili su stotu benzinsku crpku na području Slovenije. Uskoro (2003) je kompanija uspostavila strateški smjer razvoja na tri stupa poslovanja (energetici, turizmu i investicijama) a preuzimanjem društva Droga Kolinska d. d. (2005) ušla je i u prehrambenu industriju. Prema podacima s kraja 2000-ih Istrabenz je zapošljavao gotovo 5000 ljudi u preko 70 tvrtki.

## Vanjske poveznice
- Stranica tvrtke  Arhivirana inačica izvorne stranice od 1. siječnja 2008. (Wayback Machine)